# Dan nhi

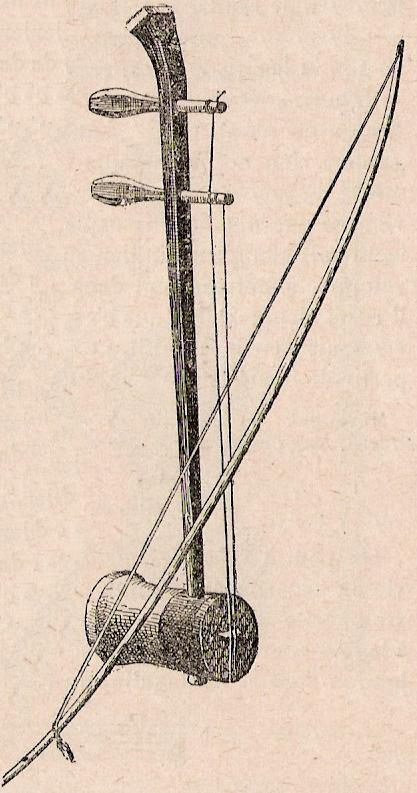

Đàn nhị är en vietnamesisk fiddla med två strängar. Den har en mycket liten klanglåda, täckt med ormskinn på ena kortsidan och öppen i den andra. Stråkens tagel är trätt mellan strängarna, så stråken sitter ihop med själva instrumentet. Đàn nhị används i de flesta genrer av vietnamesisk traditionell musik och är ett av de vanligaste melodiinstrumenten.
En kinesisk erhu är mycket likt en vietnamesisk đàn nhị. 